# Dorfkirche Steinsdorf (Weida)

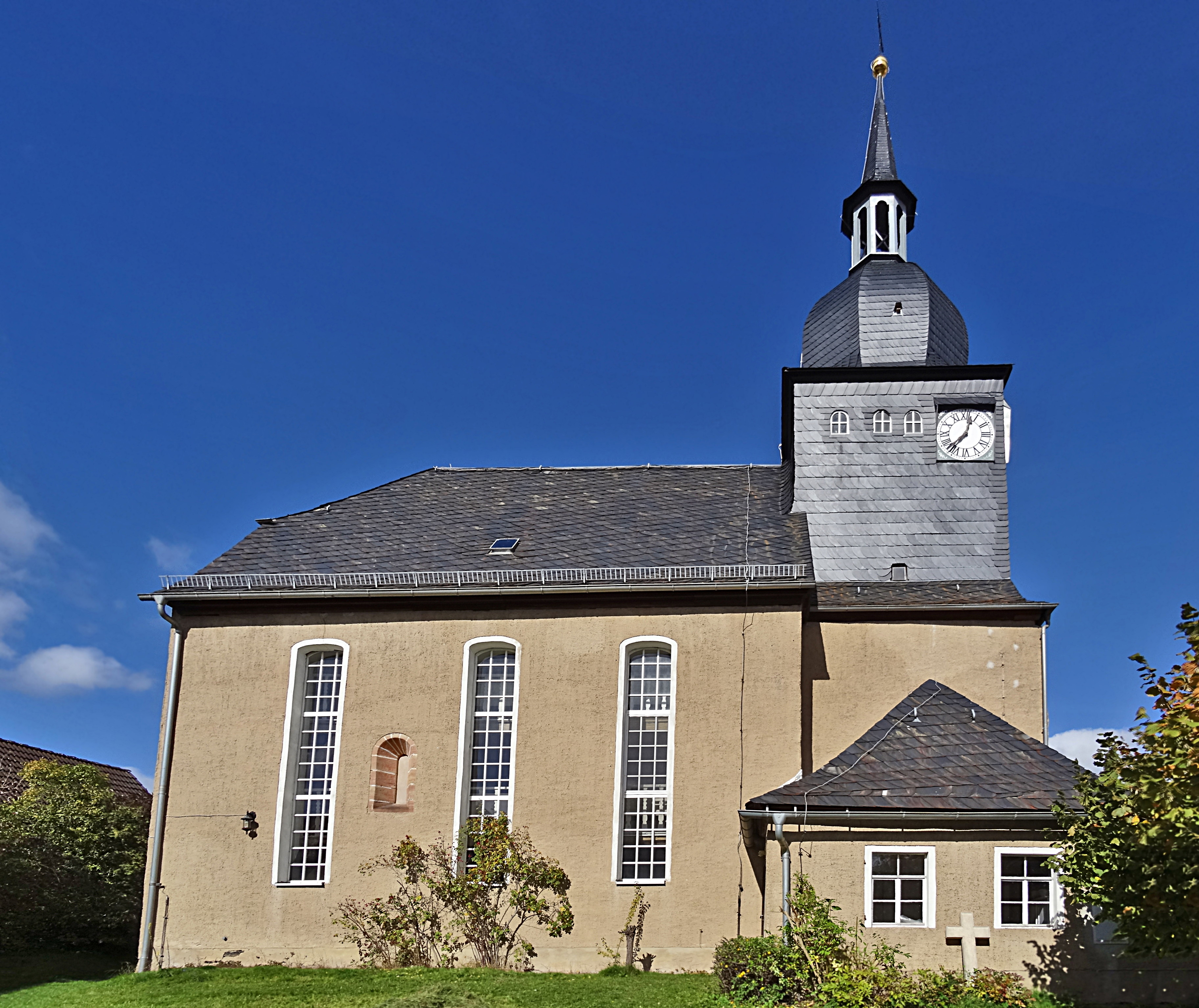
Die Kirche

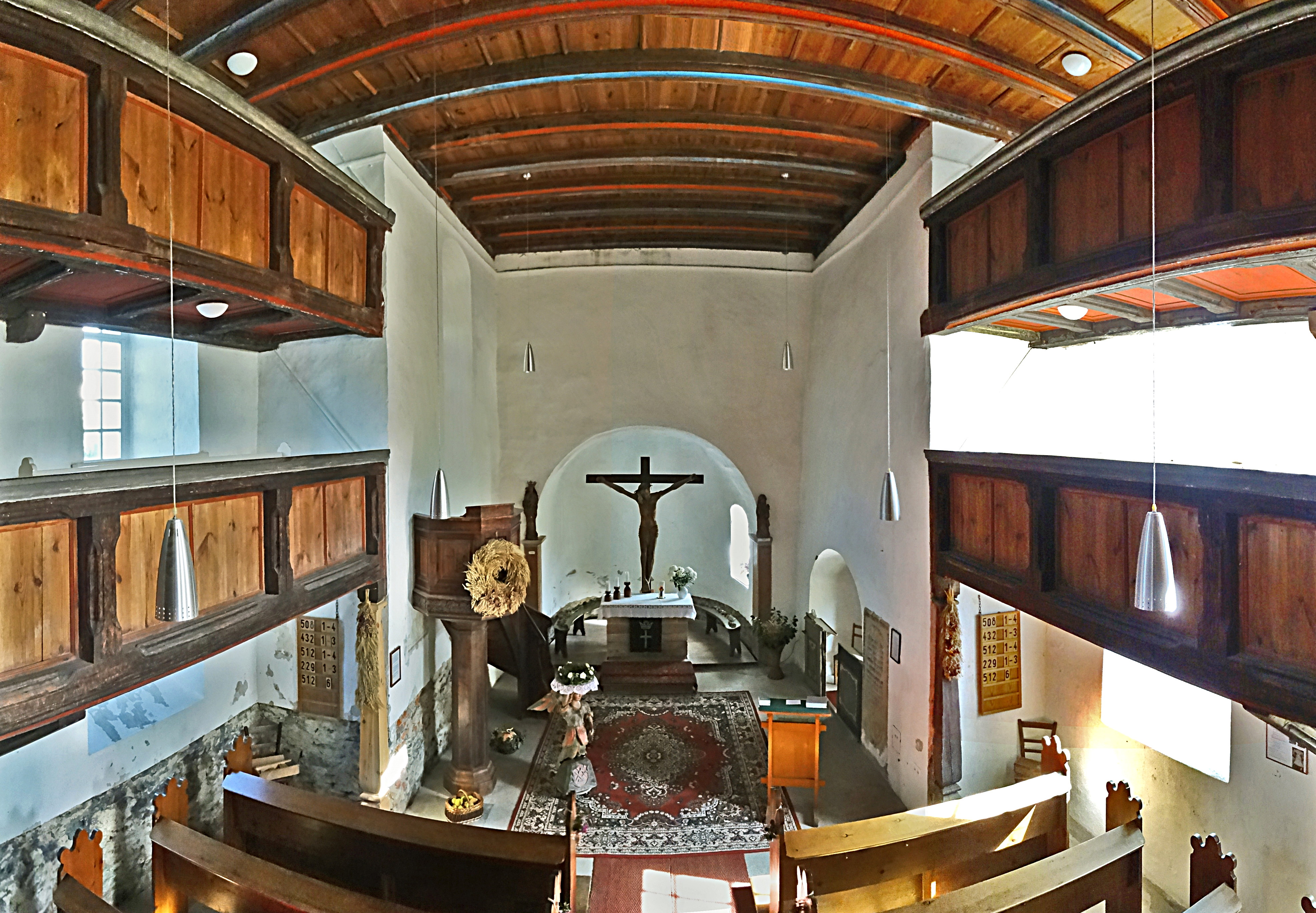
Innenansicht

Die Dorfkirche Steinsdorf steht im Ortsteil Steinsdorf der Stadt Weida im Landkreis Greiz in Thüringen. Sie gehört zur Kirchengemeinde Weida im Kirchenkreis Gera der Evangelischen Kirche in Mitteldeutschland.

## Geschichte
Das Gotteshaus ist romanischen Ursprungs, bestehend aus Kirchenschiff, Chor und Apsis.
Den Innenraum bestimmen Wände und Holz. Der überlebensgroße Christuskörper aus dem ehemaligen Triumphbogen beherrscht den Altar und Kirchenraum. Der Altar ist aus Sandsteinquadern zusammengefügt und mit einer Holzplatte versehen. Die kelchförmige Kanzel zieren Weinrankenornamente. Ein Grabstein einer Pfarrfrau aus dem 17. Jahrhundert war Schlussstein einer Gruft vor dem Altar. Bei der Renovierung im Jahr 1947 kam der Stein an seinen jetzigen Platz.
Das Buntglasfenster an der linken Seite des Chors zeigt Bilder aus dem Leben Jesu und Szenen aus dem Zweiten Weltkrieg.

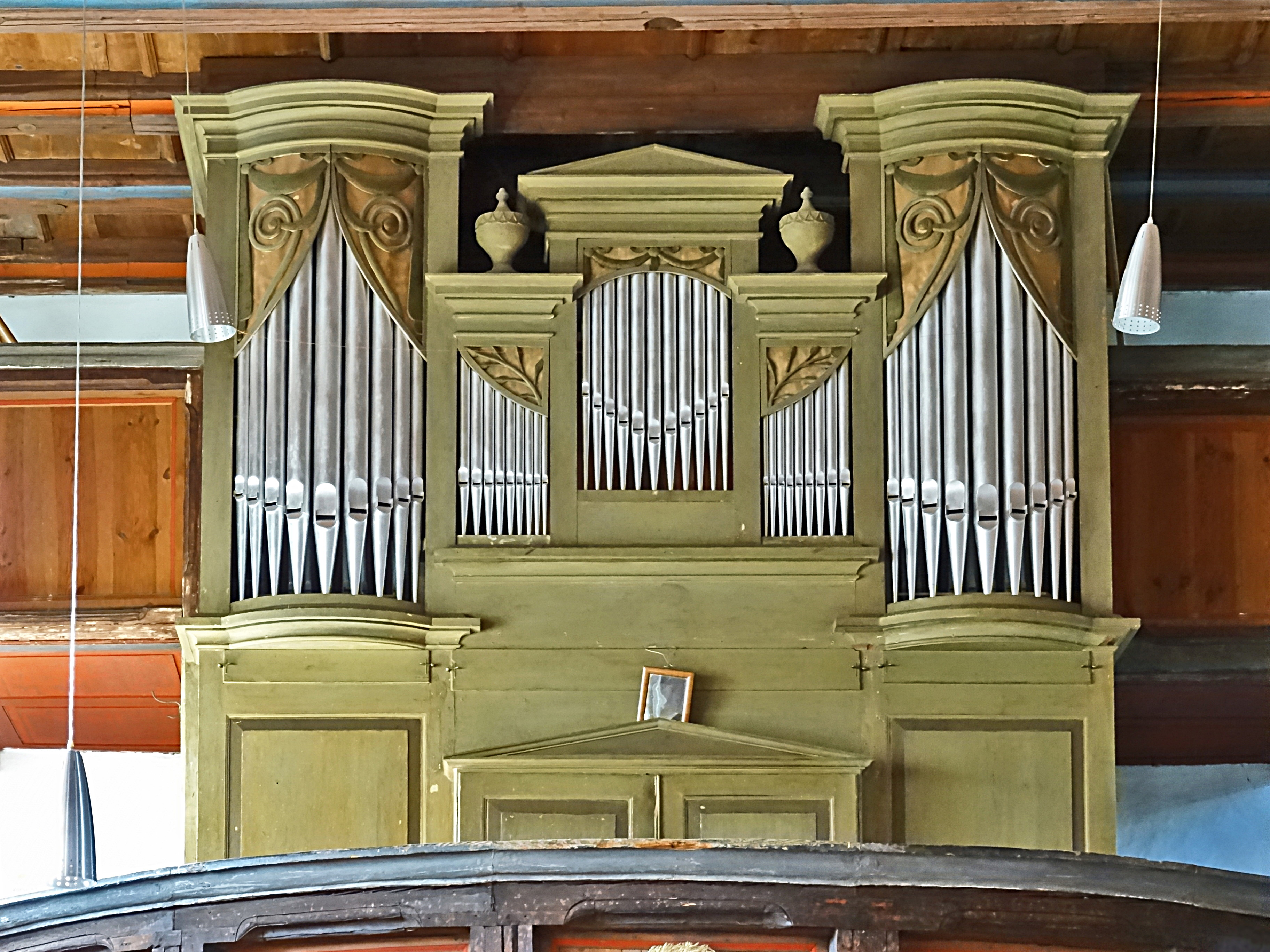
Poppe-Orgel

Die Orgel mit 12 Registern, verteilt auf 2 Manuale und Pedal, wurde 1850 vom Altenburger Orgelbauer Carl Ernst Poppe erbaut.
In der Kirche findet sich ein barocker Taufengel.
Ursprünglich besaß das Geläut drei Glocken. Die kleinste Glocke wurde 1917 zu Kriegszwecken eingeschmolzen. Die zwei anderen Glocken tragen jeweils eine Inschrift.
Der durchschossene Turmknopf ist Nistplatz für Meisen. Urkunden wurden dem Turmknopf letztmals während der Reparatur vor dem Zweiten Weltkrieg beigelegt.
Im Dachboden des Gotteshauses haben Fledermäuse ein Quartier gefunden.